# جولیتا (فیلم)
جولیتا (انگلیسی: Julieta) فیلمی در ژانر ملودرام به نویسندگی و کارگردانی پدرو آلمودوار است که در سال ۲۰۱۶ منتشر شد. این فیلم بر اساس سه داستان کوتاه شامل فرصت، سکوت، و به‌زودی از کتاب فرار (۲۰۰۴) به قلم آلیس مونرو ساخته شده‌است.